# Embalse de Rules
Die etwa 245 m über dem Meeresspiegel gelegene Embalse de Rules (Rules-Stausee) ist eine Talsperre am Río Guadalfeo im Westen der Alpujarras im Süden der spanischen Sierra Nevada bei den Orten Órgiva und Vélez de Benaudalla in der Provinz Granada, Andalusien.

## Zuflüsse
Neben dem Río Guadalfeo tragen auch der Río Ízbor sowie zahlreiche Bergbäche (barrancos) zur Wasserversorgung der Talsperre bei.

## Nutzung
Die Talsperre dient sowohl der Trinkwasserversorgung als auch zu Bewässerungszwecken sowie der Stromerzeugung.

## Siehe auch

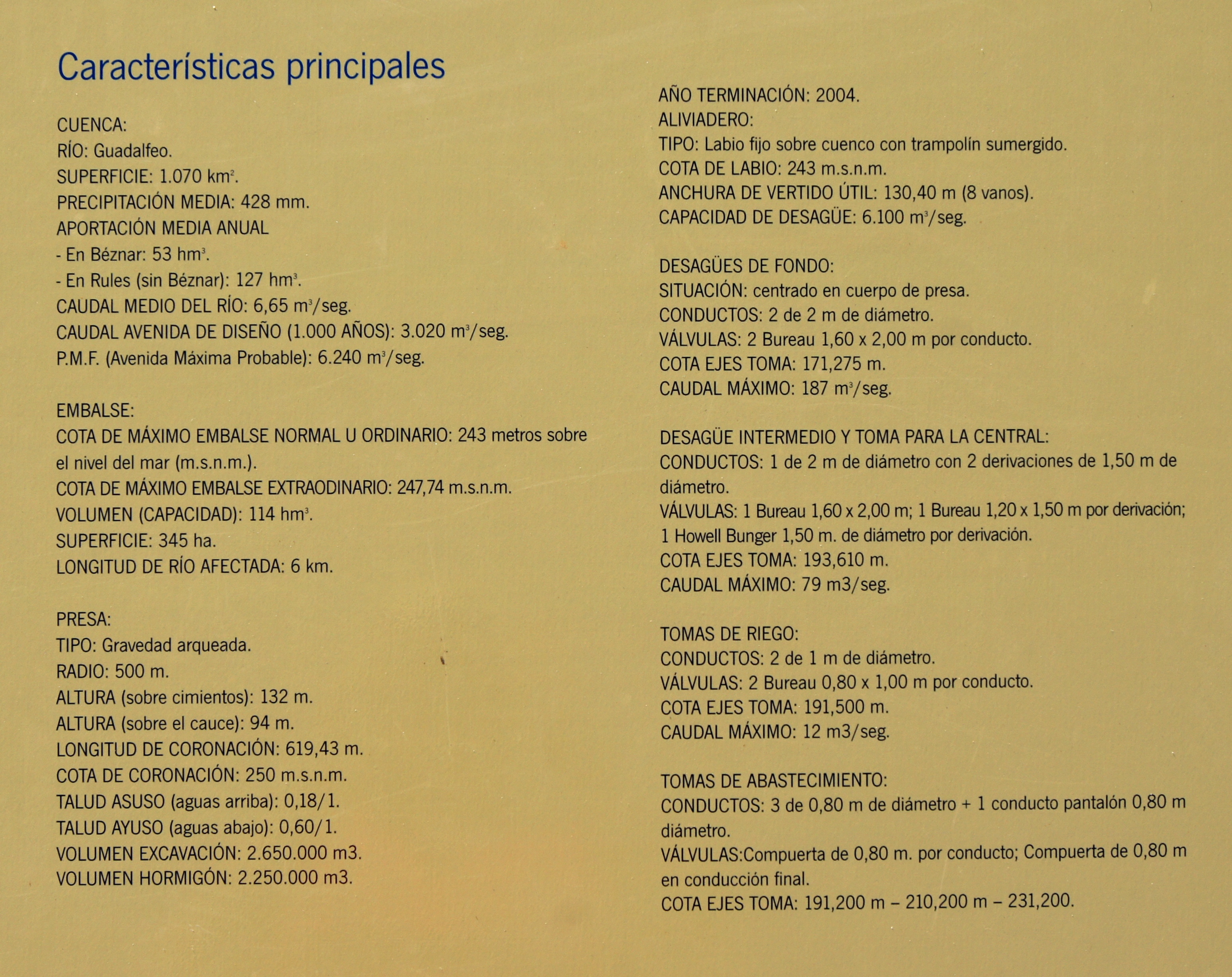
Daten zur Rules-Talsperre